# Liste de films tournés en Floride
Ceci est une liste de films tournés en Floride. Elle ne prétend pas être exhaustive, et ne liste que des films ayant été essentiellement tournés en Floride, du moins pour leurs scènes extérieures. Ont été exclus de cette liste les films ayant la Floride pour décor mais n'y ayant pas été tournés.
| Titre VF                                    | Titre VO                                  | Réalisateur                  | Année | Origine                           |
| ------------------------------------------- | ----------------------------------------- | ---------------------------- | ----- | --------------------------------- |
| Noix de coco                                | The Cocoanuts                             | Robert Florey Joseph Santley | 1929  | États-Unis                        |
|                                             | Second Honeymoon                          | Walter Lang                  | 1937  | États-Unis                        |
| Soirs de Miami                              | Moon Over Miami                           | Walter Lang                  | 1941  | États-Unis                        |
| Certains l'aiment chaud                     | Some Like It Hot                          | Billy Wilder                 | 1959  | États-Unis                        |
| Goldfinger                                  | Goldfinger                                | Guy Hamilton                 | 1964  | Royaume-Uni                       |
| Opération Tonnerre                          | Thunderball                               | Terence Young                | 1965  | Royaume-Uni                       |
|                                             | The Happening                             | Elliot Silverstein           | 1965  | États-Unis                        |
| Macadam cow-boy                             | Midnight Cowboy                           | John Schlesinger             | 1969  | États-Unis                        |
| Deux Super-flics                            | I due superpiedi quasi piatti             | Enzo Barboni                 | 1976  | États-Unis Italie                 |
| Les Naufragés du 747                        | Airport '77                               | Jerry Jameson                | 1977  | États-Unis                        |
| Le Parrain 2                                | The Godfather Part II                     | Francis Ford Coppola         | 1974  | États-Unis                        |
|                                             | Black Sunday                              | John Frankenheimer           | 1977  | États-Unis                        |
|                                             | Hot Stuff                                 | Dom DeLuise                  | 1979  | États-Unis                        |
|                                             | Health                                    | Robert Altman                | 1980  | États-Unis                        |
| Porky's                                     | Porky's                                   | Bob Clark                    | 1982  | États-Unis Canada                 |
| Scarface                                    | Scarface                                  | Brian De Palma               | 1983  | États-Unis                        |
|                                             | Cross Creek                               | Martin Ritt                  | 1983  | États-Unis                        |
|                                             | Spring Break                              | Sean S. Cunningham           | 1983  | États-Unis                        |
| Stranger Than Paradise                      | Stranger Than Paradise                    | Jim Jarmusch                 | 1984  | États-Unis Allemagne              |
|                                             | The Mean Season                           | Phillip Borsos               | 1985  | États-Unis                        |
| Les Superflics de Miami                     | Miami Super Cops                          | Bruno Corbucci               | 1985  | États-Unis Italie                 |
|                                             | Flight of the Navigator                   | Randal Kleiser               | 1986  | États-Unis                        |
|                                             | Police Academy 5: Assignment Miami Beach  | Alan Myerson                 | 1988  | États-Unis                        |
| Permis de tuer                              | Licence to Kill                           | John Glen                    | 1989  | Royaume-Uni                       |
| Edward aux mains d'argent                   | Edward Scissorhands                       | Tim Burton                   | 1990  | États-Unis                        |
| Challenger                                  | Challenger                                | Ben Jordan                   | 1990  | États-Unis                        |
|                                             | Mr. Nanny                                 | Michael Gottlieb             | 1993  | États-Unis                        |
| La Florida                                  | La Florida                                | George Mihalka               | 1993  | Canada                            |
| Ace Ventura, détective pour chiens et chats | Ace Ventura: Pet Detective                | Tom Shadyac                  | 1994  | États-Unis                        |
| L'Expert                                    | The Specialist                            | Luis Llosa                   | 1994  | États-Unis                        |
| True Lies                                   | True Lies                                 | James Cameron                | 1994  | États-Unis                        |
| Bad Boys                                    | Bad Boys                                  | Michael Bay                  | 1995  | États-Unis                        |
|                                             | Fair Game                                 | Andrew Sipse                 | 1995  | États-Unis                        |
| Apollo 13                                   | Apollo 13                                 | Ron Howard                   | 1995  | États-Unis                        |
| Get Shorty                                  | Get Shorty                                | Barry Sonnenfeld             | 1995  | États-Unis                        |
|                                             | Flipper                                   | Alan Shapiro                 | 1996  | États-Unis                        |
|                                             | The Birdcage                              | Mike Nichols                 | 1996  | États-Unis                        |
| Blood and Wine                              | Blood and Wine                            | Bob Rafelson                 | 1996  | États-Unis                        |
| Striptease                                  | Striptease                                | Andrew Bergman               | 1996  | États-Unis                        |
| Contact                                     | Contact                                   | Robert Zemeckis              | 1997  | États-Unis                        |
| Mary à tout prix                            | There's Something About Mary              | Frères Farrelly              | 1998  | États-Unis                        |
| Sexcrimes                                   | Wild Things                               | John McNaughton              | 1998  | États-Unis                        |
| Armageddon                                  | Armageddon                                | Michael Bay                  | 1998  | États-Unis                        |
| Mafia Blues                                 | Analyze This                              | Harold Ramis                 | 1999  | États-Unis                        |
| L'Enfer du dimanche                         | Any Given Sunday                          | Oliver Stone                 | 1999  | États-Unis                        |
|                                             | The Crew                                  | Michael Dinner               | 2000  | États-Unis                        |
| Treize jours                                | Thirteen Days                             | Roger Donaldson              | 2000  | États-Unis                        |
| Ali (film)                                  | Ali                                       | Michael Mann                 | 2001  | États-Unis                        |
| Chasseurs de primes (film, 2002)            | All About the Benjamins                   | Kevin Bray                   | 2002  | États-Unis                        |
|                                             | Big Trouble                               | Barry Sonnenfeld             | 2002  | États-Unis                        |
|                                             | Sunshine State                            | John Sayles                  | 2002  | États-Unis                        |
| 2 Fast 2 Furious                            | 2 Fast 2 Furious                          | John Singleton               | 2003  | États-Unis                        |
| Bad Santa                                   | Bad Santa                                 | Terry Zwigoff                | 2003  | États-Unis                        |
| Bad Boys 2                                  | Bad Boys II                               | Michael Bay                  | 2003  | États-Unis                        |
|                                             | From Justin to Kelly                      | Robert Iscove                | 2003  | États-Unis                        |
| The Punisher                                | The Punisher                              | Jonathan Hensleigh           | 2004  | États-Unis                        |
| Mon beau-père, mes parents et moi           | Meet the Fockers                          | Jay Roach                    | 2004  | États-Unis                        |
| Out of Time                                 | Out of Time                               | Carl Franklin                | 2004  | États-Unis                        |
| Le Transporteur 2                           | Le Transporteur 2                         | Louis Leterrier              | 2005  | États-Unis France                 |
| Winn-Dixie mon meilleur ami                 | Because of Winn-Dixie                     | Wayne Wang                   | 2005  | États-Unis                        |
| In Her Shoes                                | In Her Shoes                              | Curtis Hanson                | 2005  | États-Unis                        |
|                                             | Their Eyes Were Watching God              | Darnell Martin               | 2005  | États-Unis                        |
| Casino Royale (film, 2006)                  | Casino Royale                             | Martin Campbell              | 2006  | États-Unis Royaume-Uni            |
| Miami Vice : Deux flics à Miami             | Miami Vice                                | Michael Mann                 | 2006  | États-Unis                        |
|                                             | National Lampoon's Pledge This!           | William Heins                | 2006  | États-Unis                        |
|                                             | Reno 911!: Miami                          | Robert Ben Garant            | 2007  | États-Unis                        |
|                                             | Dostana                                   | Tarun Mansukhani             | 2008  | Inde                              |
| Never Back Down                             | Never Back Down                           | Jeff Wadlow                  | 2008  | États-Unis                        |
| Marley et Moi                               | Marley & Me                               | David Frankel                | 2009  | États-Unis                        |
| Transformers 3 : La Face cachée de la Lune  | Transformers: Dark of the Moon            | Michael Bay                  | 2011  | États-Unis                        |
| No Pain No Gain                             | Pain and Gain                             | Michael Bay                  | 2013  | États-Unis                        |
| Miss Peregrine et les Enfants particuliers  | Miss Peregrine's Home particular children | Tim Burton                   | 2016  | États-Unis, Royaume-Uni, Belgique |